# Lista de campeãs do carnaval de Campo Grande
Lista de campeãs do carnaval de Campo Grande.

## Grupo Especial
| Ano                                             | Campeã                   | Enredo | Ref.                |
| ----------------------------------------------- | ------------------------ | --- | ------------------- |
| 1996                                            | Unidos do Cruzeiro       | |                     |
| De 1997 a 2001 não ocorreram desfiles oficiais. |                          | |                     |
| 2002                                            | Unidos do Cruzeiro       | Alice no Brasil das Maravilhas |                     |
| 2002                                            | Unidos da Vila Carvalho  | Quem Foi Rei Jamais a Majestade Perderá – De Campo Grande a Corumbá: Goinha e Cambará                                                       |                     |
| 2003                                            | Unidos do Cruzeiro       | |                     |
| 2004                                            | Igrejinha                | Mato Grosso do Sul, aqui onde a vida canta                                                                                                  |                     |
| 2005                                            | Unidos da Vila Carvalho  | Na era do rádio |                     |
| 2006                                            | Unidos da Vila Carvalho  | El Rei Mandou Pelas Terras do Tuiuiú Viajei, Festas Vi, Festas Dancei, e o Futuro Na Terra Branca Encontrei...                              |                     |
| 2007                                            | Unidos da Vila Carvalho  | Arte, Luxo e Deboche – Eu quero mais é ser feliz                                                                                            |                     |
| 2008                                            | Igrejinha                | Do Kasato Marú ao Mato Grosso do Sul, Brasil Meu Eldorado, Campo Grande meu Reino Encantado                                                 | [ 1 ]               |
| 2009                                            | Unidos da Vila Carvalho  | O Carnaval dos Carnavais | [ 2 ]               |
| 2010                                            | Unidos da Vila Carvalho  | A África e todos os deuses | [ 3 ]               |
| 2011                                            | Unidos da Vila Carvalho  | | [ 3 ]               |
| 2012                                            | Unidos da Vila Carvalho  | Do arraial de Santo Antonio de Campo Grande à Cidade Morena                                                                                 | [ 3 ]               |
| 2013                                            | Unidos da Vila Carvalho  | Brasil, mostra a tua cara |                     |
| 2014                                            | Unidos da Vila Carvalho  | Minha Madrinha Mangueira! Sou Verde e Rosa de Corpo, Alma e Coração – Carvalho e Mangueira Uma Só Nação                                     | [ 4 ] [ 5 ]         |
| 2014                                            | Unidos do Aero Rancho    | Da Tela para a Passarela, Aero Rancho Pinta o Sonho do Artista na Avenida                                                                   | [ 4 ] [ 5 ]         |
| 2014                                            | Os Catedráticos do Samba | Catedráticos faz uma Viagem ao Mundo dos Contos e Fábulas da Literatura Infantil                                                            | [ 4 ] [ 5 ]         |
| 2014                                            | Unidos do Cruzeiro       | Da Mitologia Grega à Passarela do Samba – Os Deuses Gregos no Carnaval Brasileiro                                                           | [ 4 ] [ 5 ]         |
| 2014                                            | Deixa Falar              | Aquarela Pantaneira – Uma Viagem a Céu Aberto                                                                                               | [ 4 ] [ 5 ]         |
| 2014                                            | Igrejinha                | Quando se iluminam as Avenidas e Resplandecem os Salões o Luxo o Brilho e Cores Desfilam na Genialidade de Valdir Gomes Ícone dos Carnavais | [ 4 ] [ 5 ]         |
| 2015                                            | Igrejinha                | Tia Eva – lutas, crenças e sonhos. | [ 6 ] [ 7 ]         |
| 2016                                            | Unidos da Vila Carvalho  | Meio Século de Samba, Meu Coração é Verde e Rosa, Dê ao Zé o que é de Zé                                                                    | [ 8 ]               |
| 2017                                            | Unidos da Vila Carvalho  | O meu povo pede axé | [ 9 ] [ 10 ] [ 11 ] |
| 2018                                            | Deixa Falar              | Cio da Liberdade – Sob as lentes de Roberto Higa, 40 anos de Mato Grosso do Sul.                                                            | [ 12 ]              |

## Grupo de Acesso
| Ano  | Campeã                           | Enredo                                                                                                 | Ref.          |
| ---- | -------------------------------- | --- | ------------- |
| 2003 | Catedráticos do Samba            | | [ 13 ]        |
| 2004 | Cinderela Tradição do José Abrão | | [ 14 ]        |
| 2005 | Catedráticos do Samba            | | [ 15 ]        |
| 2006 | União do Buriti                  | | [ 16 ]        |
| 2007 | Tradição do Pantanal             | Celeiros de Secos e Molhados para os Celeiros da Cultura, Viajando nos 80 anos do Colégio Osvaldo Cruz | [ 17 ]        |
| 2008 | Unidos do Aero Rancho            | Da divina criação à humana construção                                                                  | [ 18 ]        |
| 2009 | Unidos do São Francisco          | A Copa é aqui                                                                                          | [ 19 ] [ 20 ] |
| 2011 | Unidos do São Francisco          | | [ 21 ]        |
| 2013 | Unidos do Aero Rancho            | |               |
| 2016 | Cinderela Tradição               | | [ 22 ]        |
| 2017 | Unidos do São Francisco          | | [ 10 ]        |
| 2018 | Unidos do Cruzeiro               | | [ 12 ]        |